# Exobasidium unedonis
Exobasidium unedonis är en svampart som beskrevs av Maire 1916. Exobasidium unedonis ingår i släktet Exobasidium och familjen Exobasidiaceae.   Inga underarter finns listade i Catalogue of Life.